# An Officer and a Gentleman
An Officer and a Gentleman (en España, Oficial y caballero; en Argentina, México, Chile, Perú, y Uruguay Reto al destino) es una película estadounidense de 1982 dirigida por Taylor Hackford y con Richard Gere, Debra Winger, Louis Gossett, Jr., David Keith y Lisa Blount en los papeles principales.
La canción "Up Where We Belong", interpretada por Joe Cocker y Jennifer Warnes, llegó al primer lugar de Billboard Hot 100, y se mantuvo durante 3 semanas en ese puesto. Fue galardonada también con el premio Oscar, el premio BAFTA y el premio Globo de Oro. Sus autores fueron: Jack Nitzsche y Buffy Sainte-Marie (música) y Will Jennings (letra).

## Argumento
El cadete Zack Mayo, que hasta entonces no ha hecho gran cosa de su vida, tiene un padre a quien conoció cuando ya era un adolescente en las Filipinas, que es un marino ya retirado, pero también un alcohólico y maníaco sexual. Para escapar de una vida vacía y con un futuro igual a cero, se incorpora a una escuela de la marina en el estado de Washington con la esperanza de ser alguien.
En esa escuela de preparatoria será entrenado y deberá pasar la prueba de aptitud, para poder optar a ser piloto de combate en el futuro en 15 semanas de entrenamiento previo muy duro, como una prueba para poder seleccionar a los más calificados que podrán recibir el curso de entrenamiento de pilotos de combate financiado por el gobierno. Junto con él, ingresa otro cadete, de quien se hace amigo. Su nombre es Sid.
El entrenamiento está a cargo del sargento Foley, que aplica una dureza extrema en el trato de los cadetes, para que se retiren voluntariamente y presenten su renuncia antes de terminar el entrenamiento, y lograr que solamente los mejores puedan aprobar este entrenamiento. Junto con su compañero Sid, Mayo conoce a unas chicas del pueblo en un baile de gala de la base militar, Paula y Lynette, con quienes entablan una relación. 
Con el paso de las semanas, y ante las advertencias de sus superiores, Mayo cree que a las chicas del pueblo les mueve más el interés de poder casarse con un futuro piloto que los sentimientos. Así ocurre en el caso de Lynette, quien, al saber que Sid ha renunciado a la carrera de oficial, se horroriza. Además había mentido sobre un supuesto embarazo para atrapar a Sid, a quien rechaza cuando le ofrece matrimonio, tras lo cual este se suicida. Por ello Mayo y Paula rompen con ella y se alejan de ella por lo que hizo.
Más tarde Mayo discute con Paula y la trata de cualquier manera, porque también la considera responsable por la muerte de su amigo, al ocultarle el falso embarazo que su amiga tenía. Ella, sin embargo, le ama y le dice que no es como Lynette. De pasada en la Academia, el sargento Foley le hará la vida difícil a Mayo, pues parece desear que renuncie por sus problemas de disciplina. Pero Foley, a pesar de su dureza, en el fondo es un tipo con un gran corazón y ayuda finalmente a Mayo a superarse como persona, solucionar sus problemas y superarse como aspirante a oficial.
Finalmente Mayo se gradúa de alférez en la academia y debe viajar a otro Estado para seguir adelante con su entrenamiento de piloto de aviones de combate. Le da las gracias a Foley por su ayuda, le dice que sin su ayuda no hubiera podido lograrlo y que nunca lo olvidará, porque ahora él es una mejor persona, y después finalmente, él se va en busca de Paula a la fábrica de cartones donde trabaja. Se la lleva en brazos de allí bajo el aplauso de las demás y de Lynete, que se percata que está condenada a quedarse donde está por lo que hizo, terminando así felizmente la historia.

## Reparto
- Richard Gere - Zachary "Zack" Mayo
- Debra Winger - Paula Pokrifki
- Louis Gossett Jr. - Emil Foley, sargento instructor
- David Keith - Sid Worley
- Lisa Blount - Lynette Pomeroy
- Tony Plana - Emiliano De la Serra, candidato a oficial
- Lisa Eilbacher - Casey Seeger, candidato a oficial
- Harold Sylvester - Lionel Perryman, candidato a oficial
- David Caruso - Topper Daniels, candidato a oficial
- Robert Loggia - Byron Mayo
- Victor French - Joe Pokrifiki
- Grace Zabriskie - Esther Pokrifiki
- Elizabeth Rogers - Betty Worley
- Tommy Petersen - Zack joven
- Ed Begley Jr.: - voz del instructor de la cámara hipobárica

## Producción
John Travolta fue considerado primeramente para el papel de Zack, que luego llegó a tener Richard Gere. Las escenas de motel fueron filmadas en un motel en Port Townsend (Washington), donde todavía hoy hay una placa que conmemora su utilización en la película.

## Recepción
La producción cinematográfica fue un rotundo éxito comercial.  También es uno de los dramas románticos más queridos por parte del público. Adicionalmente catapultó a Richard Gere como símbolo sexual y estrella de cine y favoreció la carrera de Debra Winger, que resultó galardonada, lo que también ocurrió con David Keith, quien fue reconocido en esta película como un buen actor.

## Premios
Premio Oscar 1983:
- al mejor actor secundario (Louis Gossett Jr.)
- a la mejor canción original (Jack Nitzsche,  Buffy Sainte-Marie, Will Jennings)

Premio BAFTA 1984:
- a la mejor canción original (Jack Nitzsche,  Buffy Sainte-Marie, Will Jennings)

Premio Globo de Oro 1983:
- al mejor actor secundario – cine (Louis Gossett Jr.)
- a la mejor canción original – cine (Jack Nitzsche,  Buffy Sainte-Marie, Will Jennings)

Premio Image Awards 1982:
- a la mejor película
- a la mejor actuación - cine (Louis Gossett Jr.)

Premio Awards of the Japanese Academy 1984:
- a la mejor película extranjera

## Recepción
1. ↑  OFICIAL Y CABALLERO Sensacine. Consultado el 18 de diciembre del 2019.
2. ↑  Oficial y caballero ABC. Consultado el 18 de diciembre del 2019.
3. ↑  Los mejores dramas románticos de la historia ECartelera. Consultado el 18 de diciembre del 2019.